# Market Square Heroes
Market Square Heroes (englisch für „Marktplatzhelden“) ist die Debüt-EP der britischen Rockgruppe Marillion. Die EP wurde am 25. Oktober 1982 als 12″-Maxi-Single (12 EMI 5351) mit 33⅓ min−1 veröffentlicht, zeitgleich mit der 7″-Single gleichen Namens (EMI 5351), auf welcher der Longtrack nicht enthalten war. Die EP erschien im April 1983 auch als Picture Disc (12 EMIP 5351).

## Entstehung
Wenige Tage nach Unterzeichnung des Plattenvertrages hatte EMI das Park Gate Studio für zehn Tage gebucht. Gemeinsam mit EMI waren die drei Stücke von Marillion für die erste Veröffentlichung ausgesucht worden. Die Songs waren schon länger in der Setlist der Band, sodass keine Probleme erwartet wurden. Der Produzent David Hitchcock und die Band arbeiteten fast ununterbrochen an den Aufnahmen, aufgrund der mangelnden Studioerfahrung wurden die Takes aber nicht rechtzeitig fertig, so dass im Anschluss noch für einige Tage im Wessex Sound Studio weitergearbeitet werden musste. Das Cover wurde nach einer Idee von Fish von Mark Wilkinson gestaltet.

## Inhalt
In Market Square Heroes „geht es um Arbeitslosigkeit und um das Rattenfänger-Syndrom, die Gefahr, jemandem zu folgen aufgrund seines Charismas, das einen blind macht“, sagte Fish in einem Interview mit dem Magazin „Metal Star“. Im Text von Market Square Heroes kommt das Wort Antichrist vor. Um auf jeden Fall im Radio gespielt zu werden, wurde in einem speziellen Radio Edit Antichrist durch Battlepriest ersetzt. Three Boats Down From The Candy handelt von einem One-Night-Stand, den Fish mit einem Mädchen am Strand von Brighton hatte, nicht weit von einem Boot namens Candy entfernt, und den zwiespältigen Gefühlen, die dieser One-Night-Stand hinterließ. Der Longtrack Grendel ist aus dem ursprünglichen Instrumentalstück The Tower entstanden. Als Fish gebeten wurde, dafür einen Text zu schreiben, las er zu dieser Zeit das Buch Grendel von John Gardner, das auf der angelsächsischen Heldendichtung Beowulf beruht. In der Dichtung wird Grendel als ein menschenverschlingendes Ungeheuer beschrieben, das den dänischen König Hrothgar heimsucht, während in Gardners Roman derselbe Konflikt aus der Sicht des Monsters geschildert wird. Fish ließ noch die Bedeutung der Religion in Konflikten in den Text mit einfließen.

## Titelliste

### A-Seite
1. Market Square Heroes – 03:45 laut Angabe auf dem Cover; tatsächlich jedoch 04:20
2. Three Boats Down From The Candy – 04:33

### B-Seite
1. Grendel – 17:40

## Kritiken
„… diese EP ist für mich immer eine Offenbarung gewesen. Genesis hin oder her: es war ein Neuanfang innerhalb der mittlerweile sehr verzagt gewordenen damaligen Progszene gewesen; eine so konsequente Rückorientierung mit so kunstvollen ‚sophisticated‘-Texten hatte man lange nicht mehr gehört. […] Hauptsächlicher Grund zum Schwärmen waren vor allem die Stimme und – eng damit verbunden – die Texte: hier hat Fish wahre Meisterwerke geliefert, die er nach einer Weile selbst nicht mehr so hinbekommen sollte –“

„Die beiden kurzen Songs auf Seite 1 der EP sind nett, ‚Three Boats …‘ allerdings einen ganzen Tick besser als das doch eher belanglose ‚Market Square Heroes‘. Das seitenfüllende ‚Grendel‘ wiederum ist der klassische Streitfall. Was soll man von diesem ‚Supper’s Ready für Arme‘ halten? Damals, als ich die Platte stolz nach Hause trug und sie zum ersten Mal hörte, fand ich das Stück gar nicht so übel. Die Jahre vergingen, und als ich das Werk neulich nochmal hörte, überkam mir doch eher das große Gähnen – einfach zu sehr vorhersehbar und konstruiert. Unter’m Strich eher aus musik-/prog-historischer Relevanz und wegen dem Sammlerwert lohnend.“

„Market Square Heroes EP is simply a piece of prog history and excellent addition to any prog rock music collection.“